# Liste des noyaux de systèmes d'exploitation

## Par architecture
| Noyau                 | Noyau monolithique | Noyau monolithique modulaire | Micro-noyau | Micro-noyau enrichi | Noyau hybride | Temps réel       | Exemples de systèmes d'exploitation associés | Éditeur                             |
| --------------------- | ------------------ | ---------------------------- | ----------- | ------------------- | ------------- | ---------------- | -------------------------------------------- | ----------------------------------- |
| Accent                | Oui                |                              |             |                     |               |                  |                                              | Université Carnegie-Mellon          |
| AIX                   |                    | Oui                          |             |                     | Non           | Oui              | AIX                                          | IBM                                 |
| Amoeba                |                    |                              | Oui         |                     |               | Oui              |                                              | Vrije Universiteit Brussel          |
| BeOS                  |                    |                              |             | Oui                 | Oui           | Oui              | BeOS                                         | Be Incorporated                     |
| Anciens BSD           | Oui                |                              |             |                     | Non           | Non              | BSD                                          | Université de Berkeley              |
| BSD 4.4               |                    | Oui                          |             |                     | Non           | Non              | BSD - Solaris 1                              | Sun Microsystems                    |
| Chorus                |                    |                              | Oui         |                     |               | Oui              |                                              | Sun Microsystems                    |
| Coyotos               |                    |                              | Oui         |                     |               | Oui              |                                              | Université Johns-Hopkins            |
| Fiasco                |                    |                              | Oui         |                     |               | Oui              | GNU/L4Linux/Fiasco                           | Université technologique de Dresde  |
| HURD                  |                    |                              |             | Oui                 | Non           | Non              | GNU/HURD                                     | GNU                                 |
| IRIX                  |                    | Oui                          |             |                     | Non           | Oui              | IRIX                                         | SGI                                 |
| Jaluna                |                    |                              |             | Oui                 | Oui           | Oui              | Jaluna/Chorus                                | Janula                              |
| L4                    |                    |                              | Oui         |                     |               | Oui              | GNU/HURD ; GNU/L4linux                       | Université de technologie de Dresde |
| Linux < 1.2           | Oui                |                              |             |                     | Non           | Non              | GNU/Linux                                    | Linus Torvalds                      |
| Linux > 1.2           |                    | Oui                          |             |                     | Non           | Non              | GNU/Linux                                    | Linus Torvalds                      |
| LynuxWorks            |                    |                              |             | Oui                 | Oui           | Oui              | GNU/Linux/LynuxWorks                         | LynuxWorks                          |
| Mach                  |                    |                              | Oui         |                     |               | Oui              | Mac OS X, Darwin, GNU/HURD, GNU/Mklinux      | Université Carnegie-Mellon          |
| Minix                 |                    |                              |             | Oui                 | Non           | Oui (Extensions) | Minix                                        | Andrew S. Tanenbaum                 |
| NewOS                 |                    |                              |             | Oui                 | Oui           | Oui              | Haiku                                        | Haiku Inc                           |
| NeXTSTEP              |                    |                              |             | Oui                 | Oui           | Non              | NeXTSTEP                                     | NeXT                                |
| nk.exe                |                    |                              |             |                     |               | Oui              | Windows CE                                   | Microsoft                           |
| Nucleus               |                    |                              |             | Oui                 | Oui           | Oui              | Nucleus                                      |                                     |
| OS/2                  |                    | Oui                          |             |                     | Non           | Non              | OS/2                                         | IBM                                 |
| OS/360                | Oui                |                              |             |                     | Non           | Non              | OS/360                                       | IBM                                 |
| QNX                   |                    |                              |             | Oui                 | Oui           | Oui              | QNX                                          | QNX                                 |
| RTAI                  |                    |                              |             | Oui                 | Oui           | Oui              | GNU/RTAI                                     | École polytechnique de Milan        |
| RTX                   |                    |                              |             |                     |               | Oui              | Windows/RTX                                  | Intervalzero                        |
| RT-OS360/75           | Oui                |                              |             |                     | Non           | Oui              | IBM RTOS                                     | IBM                                 |
| Singularity           |                    |                              |             |                     |               |                  | Windows Singularity                          | Microsoft                           |
| Unix SysVr4 / SunOS 5 |                    | Oui                          |             |                     | Non           | Non              | Solaris 7 et suivant                         | Sun Microsystems                    |
| VxWorks               |                    |                              |             | Oui                 | Oui           | Oui              | Windows/VxWorks, BSD/VxWorks                 | Wind River Systems                  |
| Windows NT (Noyau de) |                    |                              |             | Oui                 | Oui           | Non              | Windows NT                                   | Microsoft                           |
| XNU                   |                    |                              |             | Oui                 | Oui           | Oui              | Mac OS X, Darwin                             | Apple                               |